# Miquel Oliva i Prat
Miquel Oliva i Prat (Girona, 1922 - Castelló d'Empúries, Alt Empordà, 1974) fou un arqueòleg català.
Es va doctorar en Arqueologia a Ullastret, jaciment que va dirigir durant molts anys fins a convertir-lo en un dels més importants del país. Vinculat de jove al Museu Arqueològic de Girona, acabà dirigint l'entitat; també va dirigir el Servei d'Excavacions de la Diputació i el de Monuments. Va treballar molt activament a les comarques gironines dirigint excavacions i la restauració i consolidació de monuments. La seva perseverança va permetre salvar llocs notables dels interessos especulatius. De tot el que va publicar cal destacar les sèries de l'Institut d'Estudis Gironins i a la Revista de Girona. Va ser professor a la Universitat de Barcelona i al Col·legi Universitari de Girona.